# 長野県道210号西伊那線

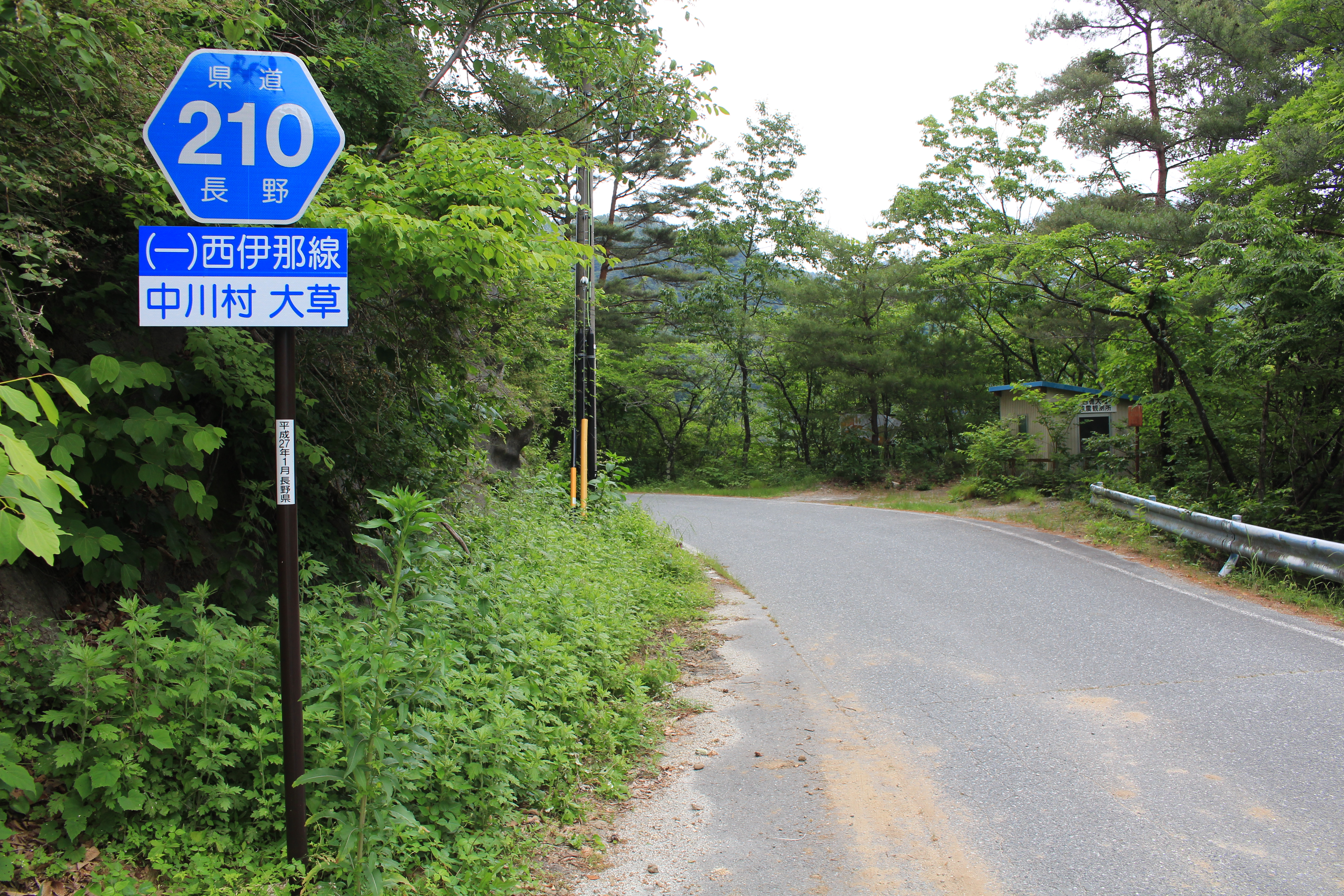
長野県道210号西伊那線、起点付近（上伊那郡中川村大草）

長野県道210号西伊那線（ながのけんどう210ごう にしいなせん）は、長野県上伊那郡中川村と伊那市を結ぶ一般県道。

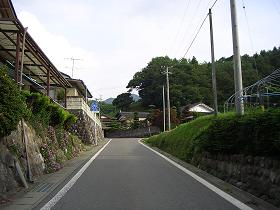
中沢集落から折草峠への道中の写真

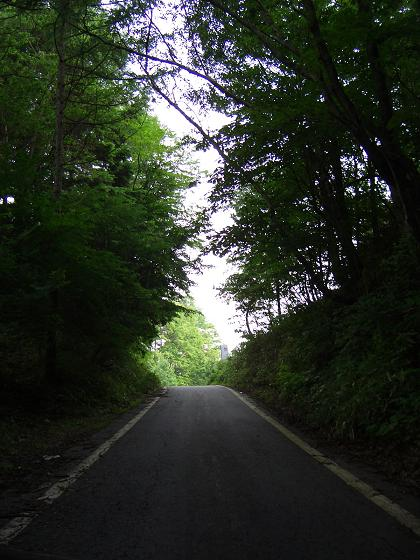
折草峠サミット部を中沢側から撮影

## 概要
路線名は「西伊那」だが、実際には伊那谷の東側（天竜川左岸）を通過する路線である。これは起点の中川村の字名である「西」と終点の伊那市に由来するためである。
中川村と駒ヶ根市の境界である折草峠は、一部地図には「悪路」と書かれているが、実際は狭いながらも全線舗装されているため、普通自動車であれば通行に特に支障はない。
駒ヶ根市と伊那市の境付近は、道路が途切れている。このため、全線を通行することはできない。

### 路線データ
- 起点：上伊那郡中川村大字四徳字西（長野県道59号松川インター大鹿線交点）
- 終点：伊那市美篶（新山入口交差点、国道361号交点）

## 通過する自治体
- 上伊那郡中川村
- 駒ヶ根市
- 伊那市

## 交差する道路
- 長野県道59号松川インター大鹿線（中川村起点）
- 長野県道49号駒ヶ根長谷線（駒ヶ根市中沢）
- 長野県道209号沢渡高遠線（伊那市高遠町上山田）
- 国道361号（伊那市終点）